# Archie Cross
Pour les articles homonymes, voir Cross.
Archie Cross, né le 5 décembre 1994, est un coureur cycliste britannique.

## Biographie
Archie Cross participe à ses compétitions cyclistes en 2013, alors qu'il est âgé de dix-huit ans. Bon grimpeur, il se spécialise dans les courses de côte chez les amateurs. Il a aussi suivi des études d'ingénieur à l'université de Sheffield, sans pour autant abandonner le vélo,.
Lors de la saison 2022, il se distingue en terminant sixième du Tour d'Albanie. Il remporte également le classement de la montagne du Tour de Serbie. L'année suivante, il s'impose sur le Tour de Maurice. Il s'agit de son premier succès obtenu sur une épreuve inscrite au calendrier de l'UCI. 

## Palmarès et résultats

### Par année
- 2023
  - Tour de Maurice :
    - Classement général
    - 2e étape (contre-la-montre par équipes)

### Classements mondiaux
| Année           | 2022   |
| --------------- | ------ |
| UCI Europe Tour | 1 262e |